# Carex ichangensis
Espèce
Classification phylogénétique
Carex ichangensis est une espèce de plantes du genre Carex et de la famille des Cyperaceae.